# María Dueñas
María Dueñas Vinuesa (Puertollano, 1964) es una escritora española. Saltó a la fama en 2009 con El tiempo entre costuras, su primera novela, que se convirtió en una de las obras más vendidas de la literatura española en los últimos años y ha sido traducida a más de veinticinco idiomas.

## Biografía
María Dueñas Vinuesa nació en 1964 en Puertollano (Ciudad Real), en una familia numerosa de 8 hermanos. Reside en Cartagena, donde se trasladó por motivos laborales junto a su marido, Manuel Castellanos, catedrático de Latín en un instituto de Cartagena, con quien tiene 2 hijos: Jaime y Bárbara.
María Dueñas es doctora en Filología Inglesa y profesora titular de filología inglesa (en excedencia) en la facultad de Letras de la Universidad de Murcia
A lo largo de su carrera profesional ha impartido docencia en universidades norteamericanas y ha participado en múltiples proyectos educativos, culturales y editoriales.
Su exitosa ópera prima, El tiempo entre costuras, publicada en 2009, se convirtió en superventas y fue traducida a numerosos idiomas. Posteriormente fue adaptada como serie televisiva por Antena 3. Sus derechos han sido cedidos para traducciones a más de veinticinco lenguas. Su primer galardón —Premio Ciudad de Cartagena de Novela Histórica— lo obtuvo en 2010 por su citado debut; al año siguiente ganó el de Cultura 2011 de la Comunidad de Madrid, categoría Literatura.
Se ha consolidado como novelista con sus siguientes obras, Misión Olvido (2012)  y La templanza (2015), que fue la novela más vendida del año y que ha sido llevada a la pequeña pantalla por Amazon Prime en marzo de 2021.
El 12 de abril de 2018 salió a la venta el libro Las hijas del Capitán, en el que se rinde homenaje a una de las colonias españolas que vivió en Nueva York en las primeras décadas del siglo XX.
En 2020 ha sido galardonada con el Premio de Honor del Festival Aragón Negro.
El 14 de abril de 2021 se anunció la publicación de Sira, la segunda parte de El tiempo entre costuras, en la que la protagonista vivirá entre Jerusalén, Madrid, Londres y Tánger durante el difícil periodo del final de la Segunda Guerra Mundial.

## Obras publicadas
- El tiempo entre costuras (2009)
- Misión Olvido (2012)
- La templanza (2015)
- Las hijas del Capitán (2018)[14]
- Sira (2021)[15]
- Por si un día volvemos (2025)[16]

## Premios y reconocimientos
- 2010. Premio Ciudad de Cartagena de Novela Histórica.
- 2011. Premio Cultura de la Comunidad de Madrid, en la categoría Literatura.
- 2018. Premio "Un año de libros" de El Corte Inglés en la categoría Autora del año.
- 2020. Premio de Honor del Festival Aragón Negro.